# Poly Ugarte
Blanca Rosana Ugarte Guzmán (Machala, 1959), más conocida como Poly Ugarte, es una activista, empresaria y política ecuatoriana.

## Biografía
Nació en 1959 en la parroquia Puerto Bolívar del cantón Machala, provincia de El Oro. Realizó sus secundarios en el colegio La Asunción y los superiores en la Universidad Católica de Santiago de Guayaquil, donde obtuvo el título de abogada.
Inició su vida política en 1992 en apoyo a la candidatura presidencial del conservador Jaime Nebot. En las elecciones seccionales de 1994 fue elegida concejala de Guayaquil por el Partido Social Cristiano (PSC), durante la alcaldía de León Febres-Cordero Rivadeneyra, y fue una de los concejales que votaron a favor de la construcción del Malecón 2000.
Para las elecciones legislativas de 1998 fue elegida diputada nacional en representación de la provincia de Guayas por el mismo partido.
Años después regresó a la política de la mano del Partido Social Cristiano y fue elegida asambleísta nacional en representación de Guayas en las elecciones legislativas de 2017. A finales del 2018 se desafilió del PSC y renunció al cargo para participar como candidata a la prefectura de la provincia de Guayas en las elecciones del año siguiente,  donde obtuvo el tercer lugar.

### Activismo
En 2006 fue diagnosticada con cáncer de mama, hecho que la llevó a abrir la fundación "Poly Ugarte" con la meta de fomentar la prevención de dicha enfermedad. En octubre de 2007 inició junto a su fundación la campaña "Tócate". En los tres primeros años de funcionamiento la fundación atendió a más de 120 000 mujeres de forma gratuita.
Desde entonces ha realizado campañas, marchas y armado clínicas móviles en diferentes ciudades del país. Posee además un centro de atención en Guayaquil.